# Kanał Dziesiątego Stopnia

Kanał Dziesiątego Stopnia widoczny między wyspami Car Nicobar a Mały Andaman (kliknij, aby powiększyć)

Kanał Dziesiątego Stopnia (ang. Ten Degree Channel) – kanał morski, oddzielający archipelagi Andamanów i Nikobarów.
Łączy Morze Andamańskie z Oceanem Indyjskim. Jego szerokość wynosi około 140–150 km. Maksymalna głębokość 1280 m. Wiedzie przez niego szlak handlowy.